# Tatarsk (Białoruś)
Tatarsk (biał. Татарск; ros. Татарск, Tatarsk; pol. hist. Tatarsk) – wieś na Białorusi, w obwodzie witebskim, w rejonie orszańskim, w sielsowiecie Zabałaccie.
Tatarsk od południa graniczy z Baraniem, ok. 1 km na północny wschód od wsi znajduje się Orsza.

## Historia
W XIX i w początkach XX w. folwark należący do Romanowiczów, położony w Rosji, w guberni mohylewskiej, w powiecie orszańskim. Następnie w granicach Związku Sowieckiego. Od 1991 w niepodległej Białorusi.